# Francesi, ancora uno sforzo se volete essere Repubblicani
Francesi, ancora uno sforzo se volete essere Repubblicani (Français, encore un effort pour être républicains) è un opuscolo del Marchese de Sade, pubblicato nel 1795 all'interno del suo libro La filosofia nel boudoir.
Sade lo presenta come un libretto acquistato nel "palazzo dell'Uguaglianza" da uno dei suoi personaggi.
Il pamphlet, che riprende elementi degli Opuscoli politici, è diviso in due parti: la prima, più breve, parla della religione; la seconda, più estesa, dei costumi.
Obiettivo dell'opuscolo è incitare i francesi a compiere uno sforzo finale per realizzare appieno, contro le forze reazionarie del dispotismo politico e religioso, quelli che per Sade sono gli obiettivi della Rivoluzione francese, ovvero la realizzazione di una vera Repubblica, secondo lui tradita sia dai Giacobini che dal Direttorio. Basi concettuali dell'opuscolo sono il cosiddetto Illuminismo radicale, ateo e materialista, e il libertinismo, portati alle sue estreme conseguenze.
Il quadro finale è quello di una sorta di utopismo anarchico estremo, dove gli individui sono legittimati a compiere qualunque azione, in nome della soddisfazione dell'impulso al piacere, anche a spese altrui, con un forte individualismo aristocratico mescolato ad un socialismo utopistico. Le conclusioni a tratti paradossali, per cui ad esempio viene difeso l'omicidio ma condannata la pena di morte, hanno portato diversi commentatori a interrogarsi sulla natura della proposta di Sade, sul fatto se si tratti di riflessioni convinte di una mentalità estrema, o di una provocazione dissacrante e volutamente irrealistica. Per molti versi, durante la sua esperienza politica nell'estrema sinistra durante la Rivoluzione francese, Sade si comportò infatti abbastanza moderatamente, e in riferimento ai suoi scritti disse sempre di essere "un libertino ma non un criminale".

## La religione
Non dimentichiamo che questa puerile religione era una delle armi migliori nelle mani dei nostri tiranni: uno dei suoi primi dogmi era di ‘rendere a Cesare ciò che appartiene a Cesare’; ma noi abbiamo detronizzato Cesare e non vogliamo più dovergli nulla.»
La prima parte consiste soprattutto in un violento attacco alla religione, in particolare alla religione cristiana. Sade identifica il Cristianesimo, e specialmente la Chiesa cattolica, come uno dei principali strumenti del dispotismo monarchico, una religione utile solamente a mantenere il popolo sottomesso ai governanti tramite nozioni come il diritto divino. Il cristianesimo dev'essere completamente proibito, come ai tempi della scristianizzazione, altrimenti resterà una perenne minaccia nei confronti dell'appena acquisita libertà repubblicana.
Al pari del cristianesimo, Sade rifiuta ogni forma di teismo. Dato che la materia ha in sé stessa il principio del proprio movimento, non ci sono motivi per cercare una causa esterna; se non si riesce a comprendere l'esistenza del mondo, non ha senso cercarne la causa in qualcosa di ancor meno comprensibile, com'è l'idea di dio. Inoltre, l'idea di dio è priva di significato perché, secondo Sade, che riprende l'empirismo, tutte le idee derivano da impressioni sensoriali (sensismo), e di dio non si può avere esperienza. Infine, l'idea di dio va incontro a una serie di contraddizioni inaccettabili: dio è ordine, ma nel mondo regna il disordine; dio è onnipotente, ma la sua volontà non si realizza; e così via.
In generale, comunque, ogni religione non è che uno strumento usato dai potenti per poter dar forza alle proprie leggi. Sade auspica dunque, per la libertà, l'estinzione di tutti i culti. Dato che la Rivoluzione ha iniziato a distruggere tutti i pregiudizî, la religione dev'essere distrutta in quanto fonte dei pregiudizî.
In queste teorie, è evidente l'influsso dell'ala materialista dell'illuminismo, in particolare l'ateismo e il materialismo di d'Holbach, La Mettrie, Helvétius, Meslier e Diderot. In particolare, vengono ripresi, come in tutte le dissertazioni filosofiche religiose inserite da Sade nei romanzi, interi passi ricalcati dalle opere di Holbach, Meslier e Voltaire.
Sade argomenta che, se proprio si vuole una religione, che sia una religione civile, simile al paganesimo degli antichi romani. L'antico paganesimo, secondo Sade, personificava e onorava le grandi idee, i grandi uomini, le grandi azioni, incitando il popolo ad agire per il bene della Repubblica, elettrizzando ed elevando i sensi e l'anima, contrariamente al cristianesimo, unicamente in grado di mortificarla.
Per eliminare la religione, secondo Sade, non servono deportazioni o assassinî (strumenti proprî, invece, dei dispotismi). Condanna quindi il Regime del Terrore, a cui Sade rifiutò di aderire durante la breve esperienza politica come politico radicale, nella stessa sezione rivoluzionaria di Parigi di Robespierre, pesantemente attaccato anche per le sue idee religiose sul culto dell'Essere Supremo. È sufficiente che la religione sia fatta oggetto di ridicolo, di scherno, e che lo Stato promuova e premî quelle opere che la sbeffeggino, e in capo a sei mesi la religione avrà cessato di esistere.

## I costumi
Il nuovo regime Repubblicano esige dei nuovi costumi. Secondo Sade dev'essere riconosciuta libertà di coscienza, libertà di parola e la massima libertà d'azione. Si deve ridurre al minimo il numero di quelli che sono definiti crimini. In questo caso è la filosofia del libertinismo di filosofi come il conte di Rochester (discepolo nichilista di Hobbes), e filosofi antichi (cirenaici, sofistica di Trasimaco, Callicle, Crizia e Antifonte, Ovidio) a ispirare Sade, che porta il tutto all'estremo fondendole con il materialismo illuminista, in un'ideologia che anticipa Stirner e Nietzsche.
Per definire i crimini si devono definire i doveri dell'uomo. Questi possono essere di tre tipi:
1. Doveri verso dio
2. Doveri verso gli altri
3. Doveri verso se stessi

Ma dio, come detto nella parte sulla religione, non esiste, e dunque il sacrilegio non può essere considerato un crimine. Piuttosto, ci dev'essere la libertà di deridere le religioni. Le religioni che pretendessero di difendersi dal ridicolo ben presto pretenderebbero anche di essere l'unica religione possibile, e così si tornerebbe al dispotismo.
Per quanto riguarda il secondo punto, il comandamento cristiano di amare gli altri come se stessi è contrario alle leggi naturali. Al massimo si può amare gli altri come dei fratelli. Inoltre, non dev'essere punito chi non si sente spinto ad amare gli altri. Non si può pretendere che tutti gli uomini siano uguali, ed è per questo che le leggi devono essere miti, in modo da adattarsi alle diversità individuali. Anche perché sarebbe inutile punire per legge chi la legge, per sua natura, è portato a violarla (determinismo e negazione parziale del libero arbitrio).
Per questo Sade si dichiara contrario alla pena di morte. Secondo Sade uccidere è lecito, ma non per legge, perché la legge è fredda, non si muove per passione, la legge è di per sé contraria alla natura. Inoltre la pena di morte non fa altro che raddoppiare il numero di coloro che vengono uccisi: la vittima e il condannato.
I crimini contro gli altri possono essere di quattro tipi:
1. La calunnia
2. Il furto
3. Crimini dovuti all'impudicizia (reati sessuali)
4. L'omicidio

Si tratta di azioni considerate criminali nei regimi dispotici. Secondo Sade non devono essere considerate tali in un regime repubblicano.

### La calunnia
La calunnia non è un crimine perché, se vera, non fa altro che informare la gente della natura malvagia dell'uomo calunniato. Se falsa, invece, chi è calunniato, per difendersi, non deve far altro che mostrarsi per quello che è, e non deve essere punito in quanto calunniato senza prove. Anzi, la calunnia stimola l'uomo virtuoso a impegnarsi ulteriormente per mostrare la propria virtù, e quindi è positiva per la Repubblica.

### Il furto
Il furto, nell'antichità, a volte non era considerato un crimine. Le antiche civiltà celebravano il furto e il saccheggio durante le guerre, e la rivoluzione è una guerra. In una Repubblica ideale nascente il furto servirebbe a livellare le ricchezze in luogo delle tasse, a garantire maggiore uguaglianza, configurando Sade come un precursore dell'illegalismo anarchico. Sade ammette che la Repubblica francese nasce sul giuramento di difendere la proprietà privata. Tuttavia, argomenta che non si può chiedere tale giuramento a chi non possiede nulla, sarebbe un controsenso. Un nullatenente che ruba non fa altro che ristabilire la giustizia. Inoltre, chi ruba segue l'impulso della natura, quello di conservare se stessi anche a spese altrui.

### La mancanza di pudore
I crimini legati all'impudicizia, derivati dal libertinaggio, sono di vario tipo: prostituzione, adulterio, incesto, stupro, sodomia (intesa anche come omosessualità maschile). Sade afferma che una Repubblica, per difendersi dai despoti e dai nemici, deve ricorrere alla guerra, che è di per sé immorale; non può dunque pretendere la moralità da parte dei suoi sudditi. Inoltre, l'immoralità è uno stato di movimento permanente, l'ideale per garantire la perpetua insurrezione che deve caratterizzare una Repubblica.
Il pudore è comunque contrario alla natura, che ci ha fatti nudi. Quindi non si deve resistere alla natura, ma soddisfarla, specie nel suo aspetto della lussuria. Per garantire tale soddisfazione la prostituzione deve essere lecita, poiché come viene detto in un altro capitolo, le prostitute sono "buone e rispettabili creature, che la società disprezza e la voluttà esalta; assai più necessarie alla società delle puritane". Chiunque deve poter avere a disposizione un corpo altrui, di qualunque età e sesso desideri, di cui essere momentaneamente padrone. Si tratta anche di un utile sistema per permettere agli uomini di sfogare la necessità di sentirsi despoti, che altrimenti si rivolterebbe contro la Repubblica; ciò non deve essere riservato ai despoti che avevano harem e concubine.

Quello che non deve essere permesso, e che va contro i diritti della natura, è il possesso esclusivo di un'altra persona, la schiavitù permanente, o il dominio di una classe sull'altra. Il possesso esclusivo può essere esercitato solo su oggetti o animali, non su esseri umani, i quali sono tutti uguali nei loro diritti. Si ha il diritto di godere degli altri e dei loro corpi, anche con la forza e la violenza, e tramite qualunque capriccio, per quanto bizzarro sia, ma solo temporaneamente.
Ovviamente, seguendo il principio dell'uguaglianza dei diritti, la prostituzione, organizzata pubblicamente, deve essere disponibile anche per le donne, pur mettendole "per natura" in una posizione inferiore. Anche perché, dice Sade, le donne sono per natura più focose e lussuriose degli uomini: i costumi che tentano di frenare queste naturali tendenze femminili sono iniqui e assurdi. 
Sade riporta numerosi esempî di come la lussuria sia stata considerata positivamente presso diversi popoli, e conclude che è solo nel cristianesimo che viene condannata, ed è condannata perché il clero possa mantenere, tramite la confessione, un potere assoluto sulle donne.
Qualcuno può obiettare che la totale libertà sessuale rischia di produrre una gran quantità di figli privi di padre. Ma in una Repubblica è meglio così, perché i figli, separati dalla famiglia, impareranno a riconoscere come tale solo la loro patria, ad amarla e a difenderla (questa argomentazione deriva da Platone e Rousseau). Da tutto ciò consegue che anche l'adulterio non è un crimine.
Anche l'incesto, per Sade, non è un crimine. Non solo, afferma, è ampiamente diffuso in tutto il mondo, ma è del tutto naturale che si arrivi a desiderare chi si ama di più, cioè i proprî consanguinei. Inoltre, l'incesto può servire proprio a rafforzare i legami familiari.
Anche lo stupro non è un crimine. Innanzi tutto è più raro di quel che si creda. Inoltre, i danni che provoca sono limitati nel tempo e comunque inferiori rispetto ad altri presunti crimini, come il furto.
La sodomia è correntemente giudicata un atto mostruoso, ma Sade si chiede in cosa consista la sua criminosità. Forse nella dispersione del seme? Non può essere, perché altrimenti la natura non avrebbe reso la dispersione così facile, sia con la sodomia che con altri mezzi. Anche la sodomia, poi, è ampiamente diffusa e documentata in moltissimi popoli lungo i secoli, specie presso i popoli guerrieri, dove serve a rafforzare il cameratismo. Soprattutto, la sodomia è una questione di gusti personali: perché impedire di soddisfarli a chi vi è stato indirizzato per natura? Tutto questo discorso vale ovviamente anche per gli accoppiamenti con mostri o animali di ogni sorta: per Sade non sono da condannare.

### L'omicidio
L'omicidio sembrerebbe il peggior crimine, in quanto toglie un bene (la vita) in maniera irreparabile.
Riguardo all'omicidio sono quattro le domande da porsi:
1. Si tratta di un crimine contro la natura? La risposta di Sade è negativa. L'uomo è tale e quale gli altri esseri viventi, uccidere un uomo è tanto quanto uccidere un animale. Ma dal punto di vista della natura, la distruzione di un individuo non è nulla. In realtà, essendo la materia in moto costante, la distruzione degli individui è inevitabile, e non si tratta di una distruzione, ma di una trasformazione. La natura esige che gli individui mutino e si dissolvano per poterne creare di nuovi. Quindi uccidendo gli individui non solo si ha una distruzione apparente, perché la materia si conserva, ma si favorisce l'opera creativa della natura.[10] Quindi dal punto di vista della natura l'omicidio non è un crimine.
2. Si tratta di un crimine contro la politica? No, anzi, la politica si è da sempre servita e avvantaggiata degli omicidî. Sade porta ad esempio l'antica Roma e la Francia rivoluzionaria, la cui libertà si basano sugli omicidî. Inoltre cosa sono le guerre, se non degli omicidî di massa?
3. Si tratta di un crimine contro la società? No, perché la società nel suo complesso non è minimamente scalfita dalla morte di un individuo. Chi resta in vita non perde nulla. E anche se tutta la società scomparisse, e l'umanità si estinguesse, la natura nel suo complesso non ne avrebbe a mancare.
4. Si deve punire l'omicidio con l'omicidio, cioè con la pena di morte? No, dice Sade. Innanzi tutto perché una Repubblica ha bisogno di ferocia e violenza per difendersi dai suoi nemici. I popoli più vicini alla natura, inoltre, promuovono e celebrano gli assassini, considerati uomini coraggiosi. Egli fa riferimento al trattamento riservato a Sparta agli Iloti. Anche l'infanticidio è diffuso in tutto il globo, e Sade auspica che i "nati mali", i bambini che potrebbero essere di peso alla società, vengano eliminati (eutanasia eugenetica, aborto), in modo che solo gli individui sani possano crescere e vivere. Inoltre la sovrappopolazione può essere dannosa per una Repubblica, perché aumenta la povertà e il rischio di rivolte, e quindi dell'avvento del dispotismo. L'unico modo corretto per punire l'omicidio è lasciare la libertà di vendetta a chi voglia uccidere il colpevole (faida).[1]

Per quanto riguarda i doveri dell'uomo verso sé stesso, l'unico crimine in questo caso sembra possa essere il suicidio. Secondo Sade, che mostra come presso molti popoli il suicidio fosse accettato, non è da condannare, anzi, si tratta di un atto di coraggio.

## Conclusioni
Sade conclude che molte azioni sono ritenute crimini solo per dei pregiudizi. Una Repubblica ha bisogno di poche leggi ma buone, che garantiscano la massima libertà d'azione e consentano così allo stato di esser prospero. Sconsiglia però ai francesi la tentazione di esportare all'estero le proprie conquiste rivoluzionarie con la guerra: si tratta di un'impresa eccessiva, che porterebbe miseria, divisioni interne e, di conseguenza, minaccerebbe il ritorno del dispotismo (questo accadrà con Napoleone). Auspica invece che la Francia, con la sua libertà e la conseguente prosperità, possa essere da esempio agli altri popoli, perché si liberino da soli dei propri tiranni.